# I Won't Break
Chansons représentant la Russie au Concours Eurovision de la chanson
Flame Is Burning
(2017) Scream
(2019)
I Won't Break (« Je ne céderai pas ») est une chanson interprétée par la chanteuse russe Ioulia Samoïlova. Elle est sortie le  11 mars 2018 en téléchargement numérique. C'est la chanson qui représente la Russie au Concours Eurovision de la chanson 2018 à Lisbonne au Portugal. Elle est intégralement interprétée en anglais.

## Concours Eurovision de la chanson

### Sélection
La chanson est sélectionnée en interne par le diffuseur Pierviy Kanal et est présentée le 11 mars 2018.

### À Lisbonne
Lors de la deuxième demi-finale, Ioulia Samoïlova interprète I Won't Break en sixième position, suivant Higher Ground du Danemark et précédant My Lucky Day de la Moldavie. Elle termine à la 15e place avec 65 points, un total insuffisant pour se qualifier en finale.

## Liste des pistes
| 1. | I Won't Break | 2:59 |